# Richard Seddon

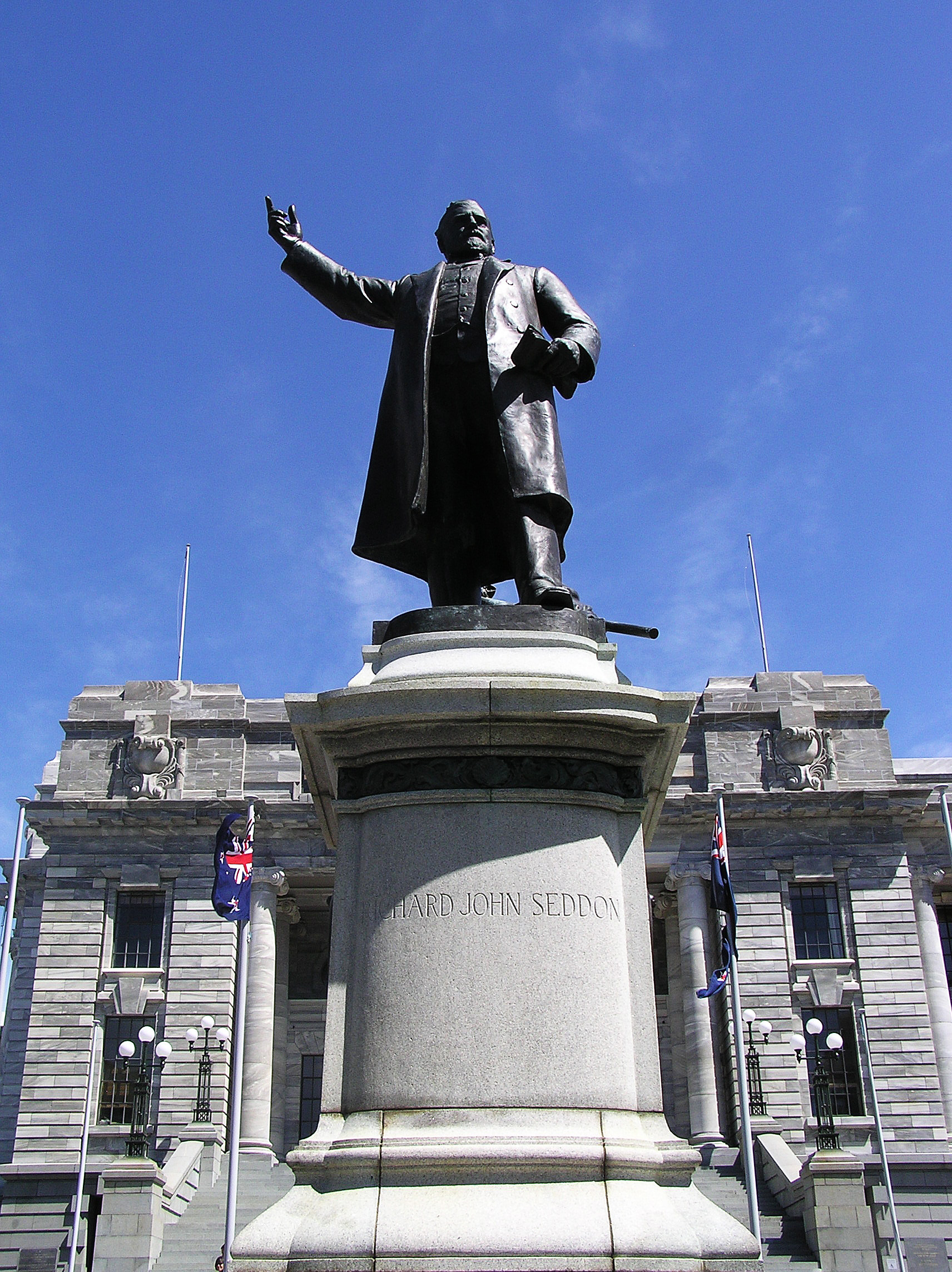
Pomnik Seddona przed gmachem nowozelandzkiego parlamentu

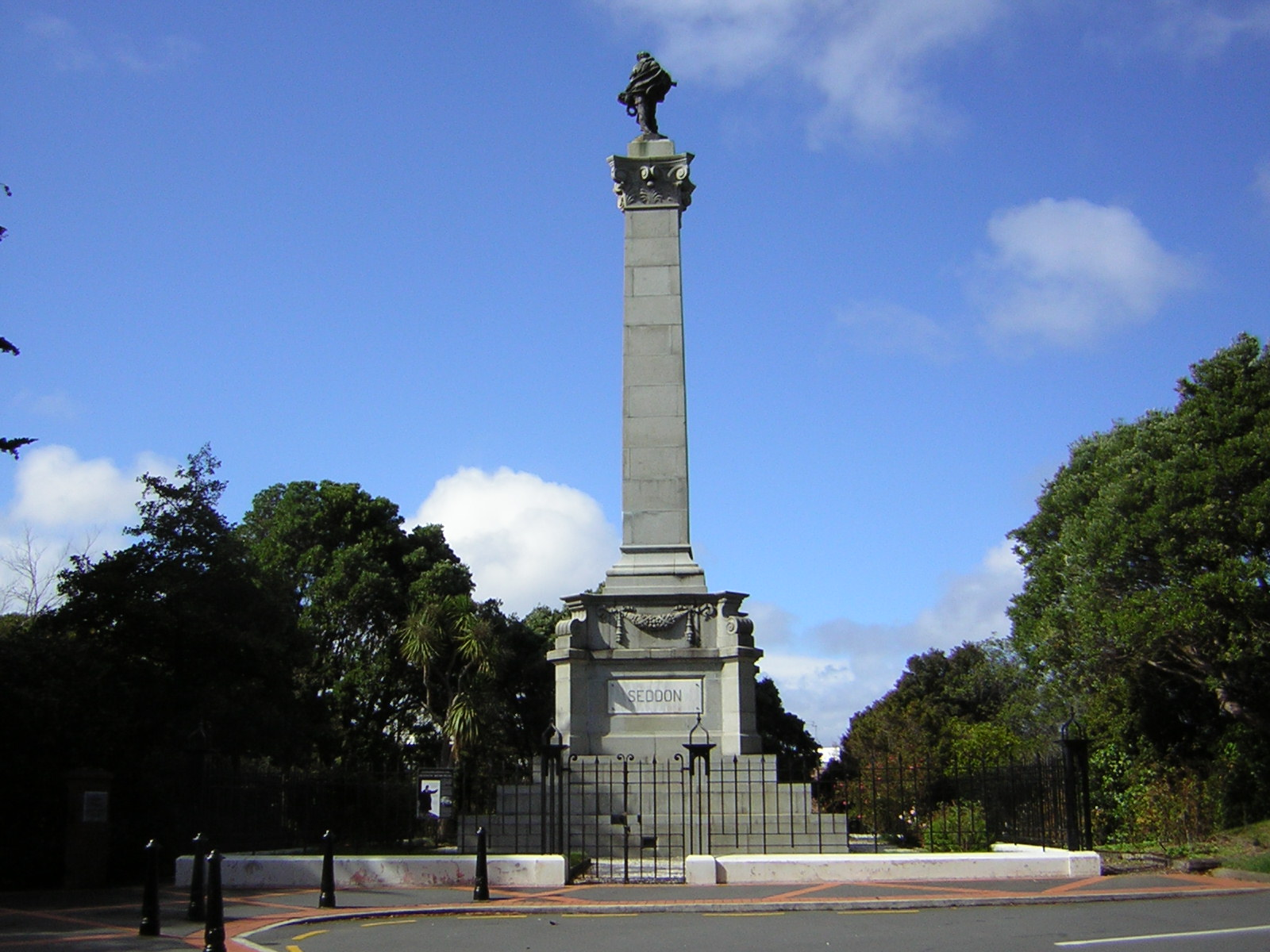
Grób Seddona w Wellington

Richard Seddon (ur. 22 czerwca 1845 w Eccleston, zm. 10 czerwca 1906 na pokładzie statku płynącego z Australii do Nowej Zelandii) – polityk nowozelandzki, przez ponad trzynaście lat (1893–1906) pełnił funkcję premiera Nowej Zelandii, ustanawiając w ten sposób do dziś niepobity rekord najdłuższego sprawowania tego urzędu.
Choć pochodził z nauczycielskiej rodziny, był dzieckiem sprawiającym duże kłopoty wychowawcze i już jako dwunastolatek zakończył edukację. Kolejne sześć lat spędził pracując dorywczo w hutach Liverpoolu, po czym wyemigrował do Australii. Tam początkowo pracował na kolei, a następnie bez większych sukcesów trudnił się wydobyciem złota. W 1866 przeniósł się na zachodnie wybrzeże nowozelandzkiej Wyspy Południowej. Tym razem udało mu się zarobić na złocie pieniądze, które zainwestował we własny sklep, a potem także pub. 
Karierę polityczną rozpoczął od zasiadania w Radzie Prowincji Westland. W 1876 przeprowadził się do górniczego miasteczka Kumara, a już po roku został wybrany na jego burmistrza. W 1879 (za drugim podejściem) został wybrany do parlamentu kolonii. Przez wiele lat Seddon odmawiał przyjęcia stanowiska rządowego – dopiero premier John Ballance zdołał przekonać go do wejścia do Gabinetu w roli ministra odpowiedzialnego za obronę, górnictwo i roboty publiczne. Seddon należał również do grona polityków zakładających Partię Liberalną. 
W 1892 Ballance poważnie zapadł na zdrowiu i poprosił Seddona o tymczasowe pokierowanie partią. Premier nie zamierzał czynić go jednak swoim następcą – w tej roli widział Roberta Stouta. Ballance czuł się coraz gorzej i zmarł w kwietniu 1893 roku. Ówczesny gubernator, lord Glasgow, natychmiast mianował nowym premierem Seddona. Stout próbował odebrać mu władzę w wewnątrzpartyjnych wyborach, ale bez powodzenia.
Jako premier Seddon okazał się przywódcą niezwykle silnym i nielubiącym dzielić się władzą (oprócz kierowania rządem, był jednocześnie ministrem finansów, edukacji, obrony, pracy, imigracji i spraw tubylców). Bardzo cenił lojalność i promował osoby ze swojego macierzystego regionu, co powodowało oskarżenia o nepotyzm. Położył podwaliny pod ustanowienie w Nowej Zelandii państwa opiekuńczego. Przegrał natomiast wewnątrzpartyjny spór o przyznanie praw wyborczych kobietom, czemu osobiście był przeciwny. Był gorącym zwolennikiem aktywnej roli Nowej Zelandii na forum imperium brytyjskiego, którego wówczas była częścią. Popierał II wojnę burską i chciał ustanowienia zwierzchnictwa swego kraju nad Samoa i Fidżi (w końcu musiał zadowolić się Wyspami Cooka).
Sprawował władzę nieprzerwanie przez trzynaście lat, czego nie dokonał przed nim ani po nim żaden nowozelandzki premier. Wielu wzywało go do rezygnacji (jego najważniejszym rywalem stał się pochodzący z tej samej partii Joseph Ward), ale długo nic z tego nie wynikało. W końcu zadeklarował, że odejdzie po konferencji kolonialnej (spotkaniu szefów autonomicznych rządów dominiów i kolonii brytyjskich) w 1907 roku. Nie doczekał jednak tego wydarzenia – wracając drogą morską z wizyty w Australii, nagle zachorował i zmarł nim statek zdołał dobić do najbliższego brzegu.
Został pochowany w Wellington, jego grób ozdobiono pokaźnym pomnikiem. Mandat parlamentarny przejął po nim jego syn Thomas.